# Psammobiidae
De zonneschelpen of Psammobiidae is een familie tweekleppige schelpsoorten die behoort tot de orde der Cardiida.

## Schelpkenmerken
Ze hebben dunschalige tot matig stevige langwerpig-ovale schelpen die aan beide uiteinden min of meer gapen. De schelpen zijn gelijkkleppig. Het oppervlak is glad of met een sculptuur. Ze zijn vaak sterk gekleurd met vanuit de top stralende kleurbanden, die doen denken aan de ondergaande zon. Het ligament is uitwendig en ligt op een brede richel (slotlijst). Ieder klep heeft twee cardinale tanden, waarvan één of beide soms gevorkt is. Ze hebben geen laterale tanden. Ze hebben kruisvormige spieren maar de indruksels zijn onopvallend. De mantelbocht is duidelijk en diep.

## Habitat
De dieren leven ingegraven in zand-, slik- of kiezelbodems, vooral in het litoraal en het sublitoraal en in estuaria en mangrovemoerasbos. Sommige soorten leven ook in dieper water.

## Voorkomen
Ze komen voor in warme en gematigde zeegebieden.

## Taxonomie
De volgende geslachten zijn bij de familie ingedeeld:
- † Asaphinella Cossmannh, 1886
- Asaphis Modeerh, 1793
- Gari Schumacherh, 1817
- Heterodonax Mörchh, 1853
- Heteroglypta Martens in Möbiush, 1880
- Hiatula Modeerh, 1793
- Nuttallia Dallh, 1898
- Plebidonax Iredaleh, 1930
- Psammacola Blainvilleh, 1824
- Psammosphaerica Jousseaumeh, 1894
- Psammotella Herrmannsenh, 1852
- Sanguinolaria Lamarckh, 1799

### Soorten
Aan de Europese kusten komen een zestal soorten voor, waaronder:
- Gari costulata (Turton, 1822) - Kwartgestreepte zonneschelp
- Gari fervensis (Gmelin, 1791) - Geplooide zonneschelp
- Gari depressa (Pennant, 1777) - Ovale zonneschelp
- Gari tellinella (Lamarck)

Buiten Europa vindt men onder andere de volgende soorten:
- Asaphis deflorata (Linnaeus, 1758) - Caribische mangrovezonneschelp
- Asaphis violascens (Forskäl in Niebuhr, 1775) - Pacifische mangrovezonneschelp
- Gari amethysta (Wood, 1815) - Gespikkelde zonneschelp
- Heterodonax bimaculatus (Linnaeus, 1758) - Gedrongen zonneschelp
- Sanguinolaria sanguinolenta (Gmelin, 1791) - Roze zonneschelp